# 勒蓬德普朗什
勒蓬德普朗什（法語：Le Pont-de-Planches，發音：[lə pɔ̃ də plɑ̃ʃ]）是法国上索恩省的一个旧市镇，属于沃苏勒区。2016年，勒蓬德普朗什与邻近的2个市镇合并为新市镇拉罗迈讷，勒蓬德普朗什为新市镇行政中心。

## 地理
勒蓬德普朗什（47°32'8"N, 5°55'18"E）面积6.88 平方千米，位于法国勃艮第-弗朗什-孔泰大區上索恩省，该省份为法国东部内陆省份，北起顺时针与孚日省、贝尔福地区省、杜省、汝拉省、科多尔省和上马恩省接壤。
与勒蓬德普朗什接壤的市镇（或旧市镇、城区）包括：努瓦当勒费鲁。
勒蓬德普朗什的时区为UTC+01:00、UTC+02:00（夏令时）。

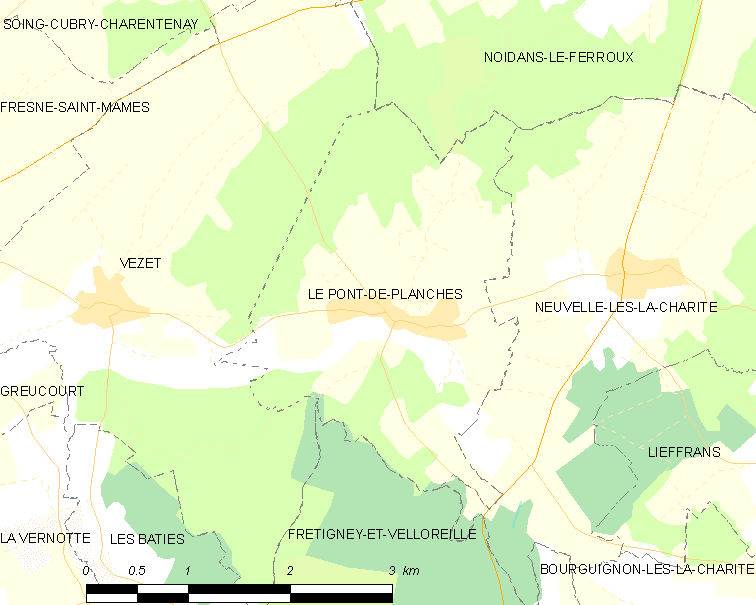
勒蓬德普朗什的OSM定位图

## 行政
勒蓬德普朗什的邮政编码为70130，INSEE市镇编码为70418。

## 政治
勒蓬德普朗什所属的省级选区为索恩河畔塞和圣阿尔班县。

## 人口

1962-2008年间勒蓬德普朗什人口变化图示

勒蓬德普朗什于2018年1月1日时的人口数量为245人。